# Carlia beccarii
Carlia beccarii es una especie de escincomorfos de la familia Scincidae.

## Distribución geográfica
Es endémica de las islas Kai (Indonesia).